# Memory Garden
Memory Garden est un groupe suédois de heavy metal, originaire de Kumla. Ils signent un contrat avec le label Metal Blade Records jusqu'en 2002, puis signent au label Vic Records en 2006. Ils signent de nouveau au label Metal Blade en novembre 2012.

## Historique
Memory Garden est formé en 1993 par le chanteur Stefan Berglund, les guitaristes Rick Gustafsson et Anders Looström, le bassiste Ken Johansson, et le batteur Tom Björn. Ils signent initialement dans un petit label local nommé Heathendoom pour y faire paraître en 1995 leur EP intitulé Forever puis un LP intitulé Tides. Ils font ensuite paraître deux albums axés power metal, Verdict of Posterity (1999) et Mirage (2000) ; qui présentent le nouveau guitariste Simon Johansson remplaçant de Gustafsson. À la fin de 2008, peu après la sortie de leur album Carnage Carnival, le guitariste et chanteur Anders Looström quitte le groupe pour des raisons personnelles. Ante Mäkelä est recruté pour le remplacer.
En novembre 2012, Metal Blade Records annonce un nouveau contrat avec Memory Garden qui feront paraître leur cinquième album Doomain le 15 avril 2013 en Europe et le 16 avril en Amérique du Nord, et dont la couverture a été révélée en février 2013. Le CD est enregistré aux studios Annoying Sound Factory et SolnaSound Recording aux côtés de l'ingénieur-son Mike Wead (King Diamond) lors des sessions de guitare. Il est mixé par Dan Swanö aux Unisound studios d'Örebro, en Suède. Avant ça, ils font paraître le vidéoclip du titre The Evangelist, filmé et dirigé par Ronny Hemlin de ProVid Film & Sound. Ils font aussi paraître les titres Daughters Of The Sea et Doomain le titre éponyme de l'album.

## Membres

### Membres actuels
- Stefan Berglund - chant (depuis 1992)
- Ante Mäkelä - guitare (depuis 2008)
- Simon Johansson - guitare solo (depuis 1996)
- Johan Fredriksson - basse (depuis 2007)
- Tom Björn - batterie (depuis 1992)

### Anciens membres
- Anders Looström - guitare (1992–2008)
- Ken Johansson - basse (1992–2007)
- Rick Gustafsson - guitare (1994–1996)
- Nico Henningsson - guitare, claviers (1992–1993)

## Discographie

### Albums studio
- 1996 : Tides (réédité en 2009)
- 1999 : Verdict of Posterity
- 2000 : Mirage
- 2008 : Carnage Carnival
- 2013 : Doomain

### EP et singles
- 1994 : Blessed Are the Dead
- 1995 : Forever (réédité en 2007)
- 1995 : Ta någon hårt i hand, så ger vi oss av till tomteland
- 2004 :  Marion